# Polyrhachis wolfi
Polyrhachis wolfi é uma espécie de formiga do gênero Polyrhachis, pertencente à subfamília Formicinae.